# Switchball
Switchball (inicialmente conhecido como CrazyBall) é um jogo puzzle e inicialmente um jogo indie criado pela empresa sueca Atomic Elbow. Mais tarde, o jogo foi publicado ao mercado graças à extinta Sierra Online (antigamente conhecida por Sierra Games) para as plataformas Microsoft Windows, Xbox 360 (pelo Xbox Live Arcade) e Playstation 3 (pela PSN), por muitos é conhecido como um "sucessor espiritual", pelo fato do jogo ter os mesmos traços que o antigo jogo da Atari para fliperama, o Marble Madness.

## Jogabilidade
O jogador devera guiar uma bolinha (por muitos é dita como "bola de gude") em cinco mundos (eles são o Skyworld, Iceworld, Caveworld, Cloudworld e Lavaworld) de dex fases cada (se não me engano). Em cada fase, o jogador poderá achar poderes para a bolinha para atravessar certos bloqueios da fase, como por exemplo uma caixa de ferro que só pode ser movida rapidamente com o poder de bola de ferro, entre muitas outras, que nem todas são apenas força.

## Prêmios
Inicialmente conhecido como CrazyBall, o jogo ganhou o prêmio de "melhor jogo de PC" de 2005 pela Swedish Game Awards. Um ano depois, foi finalista do prêmio "Classe de Excelência Técnica" pela Independent Game Festival.

## Recepção
| Publicação       | Pontuação |
| ---------------- | --------- |
| CVG (PC)         | 7.9/10    |
| GameSpot (X360)  | 7.5/10    |
| GamesRadar (PC)  | 8/10      |
| IGN (X360)       | 8.4/10    |
| Team Xbox (X360) | 9.4/10    |

O site GamesRadar deu uma nota positiva ao jogo; Switchball ganhou a nota 8.0, elogiando os gráficos do AGEIA PhysX Engine e comentando "o rolamento e batendo e batendo e atirando são primorosamente bem feitos. E a física, a melhor coisa que aconteceu para jogos desde barris explosivos, tem um maneira de fazer você se importar". A Out of Eigth deu a nota 7/8 (quase máxima); a Team Xbox deu a nota 9.4 de 10, adicionando um elogio ao jogo dizendo "Switchball é certamente um dos melhores jogos de quebra-cabeça para o XBLA".

## Relançamento no Xbox Live Arcade
Em 26 de março de 2008, o Switchball foi relançado na lista dos jogos do Xbox Live Arcade com um patch corretor, com melhora de gráficos e atualização no placar mundial do Live.